# Dürrnfarrnbach
Dürrnfarrnbach ist ein Gemeindeteil des Marktes Wilhermsdorf im Landkreis Fürth (Mittelfranken, Bayern). Dürrnfarrnbach liegt in der Gemarkung Kirchfarrnbach.

## Geographie
Das Dorf liegt am Dürrnfarrnbach, der bei Keidenzell mit dem Kirchfarrnbach zum Farrnbach zusammenfließt. Im Norden grenzt das Klingenfeld an und im Südosten das Heidfeld. Die Kreisstraße FÜ 18 führt nach Kirchfarrnbach (1,6 km südlich) bzw. nach Meiersberg (1,2 km nordwestlich).

## Geschichte
Der Ort wurde 1233 erstmals in einer Urkunde erwähnt, in der der Kauf von Gütern durch einen Eichstätter Chorherr für das Kloster Heilsbronn bestätigt wurde. Der Ortsname leitet sich vom Gewässernamen ab, dessen Bestimmungswort entweder Farn oder Farren ist und auf eine dementsprechende Eigenheit des Baches verweist. 1333 wurde der Ort erstmals als „Dürren Farnbach“ erwähnt. Insgesamt erwarb das Kloster vier Anwesen.
Gegen Ende des 18. Jahrhunderts gab es in Dürrnfarrnbach 8 Anwesen. Das Hochgericht übte das brandenburg-ansbachische Oberamt Cadolzburg aus. Über die bayreuthischen Untertanen übte das brandenburg-bayreuthische Stadtvogteiamt Markt Erlbach im begrenzten Umfang aus. Die Dorf- und Gemeindeherrschaft hatte das brandenburg-bayreuthische Kastenamt Neuhof. Grundherren waren das Kastenamt Neuhof (5 Höfe, 1 Gut, 1 Hirtenhaus) und das Landesalmosenamt der Reichsstadt Nürnberg und dem Nürnberger Eigenherren von Haller gemeinsam (1 Gut).
Von 1797 bis 1808 unterstand der Ort dem Justiz- und Kammeramt Cadolzburg. Im Rahmen des Gemeindeedikts wurde Dürrnfarrnbach dem 1808 gebildeten Steuerdistrikt Unterschlauersbach und der im selben Jahr gegründeten Ruralgemeinde Kirchfarrnbach zugeordnet.
Mit der Gebietsreform in Bayern wurde Dürrnfarrnbach am 1. Januar 1978 nach Wilhermsdorf eingegliedert.

### Baudenkmal
- Haus Nr. 1: Wohnstallhaus[10]

### Einwohnerentwicklung
| Jahr      | 001818 | 001840 | 001861 | 001871 | 001885 | 001900 | 001925 | 001950 | 001961 | 001970 | 001987 | 002018 |
| Einwohner | 96     | 89     | 89     | 82     | 78     | 87     | 82     | 114    | 75     | 70     | 68     | 59     |
| Häuser    | 13     | 16     |        |        | 15     | 16     | 14     | 14     | 14     |        | 15     |        |
| Quelle    | [ 12 ] | [ 13 ] | [ 14 ] | [ 15 ] | [ 16 ] | [ 17 ] | [ 18 ] | [ 19 ] | [ 20 ] | [ 21 ] | [ 22 ] | [ 1 ]  |

## Religion
Der Ort ist seit der Reformation evangelisch-lutherisch geprägt und bis heute nach St. Peter und Paul (Kirchfarrnbach) gepfarrt. Die Einwohner römisch-katholischer Konfession sind nach St. Michael (Wilhermsdorf) gepfarrt.